# Феноменологическая психология
Феноменологи́ческая психоло́гия — направление психологии, основанное на идеях и методах феноменологии и преследующее цель описательного изучения сознания, субъективности и переживаний человека.
Философские основания феноменологической психологии составляют идеи Э. Гуссерля, а также его учеников и последователей: А. Пфендера, М. Гайгера, Ж.-П. Сартра, М. Мерло-Понти, А. Шюца и др.
К идеям, принципам и методам феноменологии в психологии и психиатрии прибегали Л. Бинсвангер, К. Ясперс, Е. Минковский, Э. Страус, А. Кронфельд, В. фон Гебсаттель, Г. Элленбергер, Р. Мэй, Р. Лэйнг, Я. Х. Ван ден Берг, Ф. Перлз, К. Роджерс, Дж. Бьюдженталь, Ф. Базалья и др. Среди современных авторов, развивающих это направление за рубежом, можно выделить А. Джорджи (США), Ю. Джендлина (США), А. Лэнгле (Австрия), Э. Спинелли (Великобритания).
Феноменологическая психология нередко рассматривается в связи, а иногда и как составляющая часть других направлений: экзистенциальной психологии (отсюда распространенное название «экзистенциально-феноменологическая психология») и гуманистической психологии.